# Анастасія (сестра Константина I)
Анастасія (лат. Anastasia; д/н — після 316) — давньоримська матрона, представниця династії Костянтина.

## Життєпис
Донька римського імператора Констанція I і Флавії Максиміани Теодори. Основні відомості про неї містяться в Анонімі Валезія, проте вони доволі обмежені.
Близько 314 року її брат Костянтин I видав Анастасію за впливового сенатора Бассіана. 316 року останній долучився до змови проти імператора, був викритий та страчений.
В подальшому ймовірно мешкала при дворі брата: спочатку в Римі, потім в Константинополі. Вважається, що на її честь названо Анастасієви терми в Константинополі.